# Yolanda Labardén
Yolanda Labardén o Yolanda de Maintenon fue una primera actriz cinematográfica argentina de comienzos del siglo XX.

## Carrera
Labardén fue una mítica actriz dramática y protagónica del cine mudo que se lució en varias películas entre 1919 y 1923, junto a grandes estrellas de la escena nacional argentina como Nelo Cosimi, Lidia Liss, Diego Figueroa, Amelia Mirel, Gloria Grat, Jorge Lafuente, Enrique Arellano y Silvia Parodi.
Fue una de las estrellas preferidas del director José Agustín Ferreyra.
En teatro participó junto con Gloria Prat, Jorge Lafuente y Elena Guido en el sainete de Manuel Romero titulado ¡Patotero, rey del bailongo!, de 1923.
En alguna de los films figuraba en los créditos con su apellido de casada, Yolanda de Maintenon. Ante el avance del cine sonoro,  la imagen de Labardén se fue desapareciendo del ambiente artístico.

## Filmografía
- 1919: Campo ajuera
- 1919: El mentir de los demás
- 1921: La gaucha
- 1923: Corazón de criolla
- 1923: La maleva
- 1923: La leyenda del Puente Inca
- 1924: Odio serrano
- 1924: El arriero de Yacanto[3]